# Clivus Palatinus

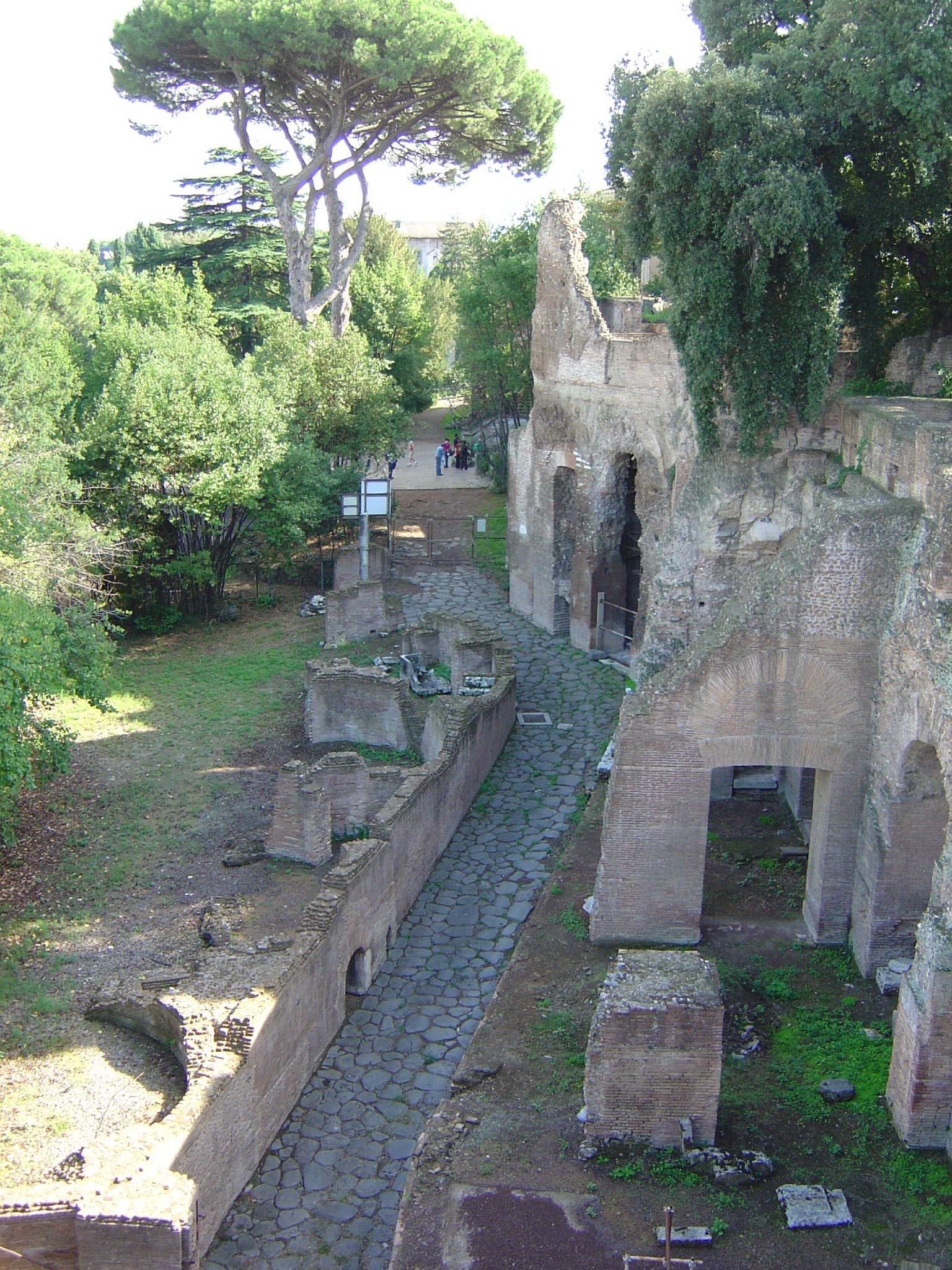
De Clivus Palatinus

De Clivus Palatinus is een antieke straat op de Palatijn in Rome.
De naam Clivus Palatinus is in de moderne tijd bedacht, de oorspronkelijke naam uit de oudheid is niet meer bekend. Een clivus was vroeger in Rome een weg die een heuvel op leidde (Lat. clivus, helling, vandaar ook steile straat). De Clivus Palatinus was de belangrijkste toegangsweg tot de paleizen op de Palatijn. De weg was daarom breed aangelegd en geplaveid. De weg begint op het Forum Romanum, waar hij ongeveer bij de Boog van Titus aftakt van de Via Sacra. De clivus liep waarschijnlijk door tot aan de Domus Augustiana, maar restanten van de weg zijn slechts tot aan de top van heuvel teruggevonden. Grote delen van het plaveisel uit verschillende perioden van de weg zijn bewaard gebleven.

## Referentie
- L. Richardson, jr, A New Topographical Dictionary of Ancient Rome, Baltimore - London 1992. pp.90 ISBN 0801843006